# Евном (цар Спарти)
Евном (дав.-гр. Εὔνομος) — напівміфічний цар Спарти близько 800—780 роках до н. е. (за іншими хронологіями — 803—775 і 929—883 роках до н. е.). Ім'я перекладається як «Справедливий» (або «Шануючий закони»).

## Життєпис
Походив з династії Евріпонтидів. Син царя Полідекта (за версією Симоніда — Пританіда). Згідко Євсевію Кесарійському панував 45 років, проте ймовірніше — близько 20 років. Зберігав мир з усіма сусідами.
Плутарх вказував, що за панування Евнома царська влада в Спарті була настільки слабка, що царі утримували владу лише за допомогою суворих заходів або ж запобігаючи перед звичайними спартіатами. Розповідається про випадок, коли Евному довелося розбороняти спартіатів. Однак хтось із них ударив Евнома кухонним ножем і вбив царя. Владу успадкував його син Харілей.

## Родина
У нього було дві дружини. Від першої народився Харілей, а від другої — Діонасси — Лікург.